# La nit al dia
La nit al dia era un programa de televisió produït per Televisió de Catalunya. Va començar les emissions el 16 de setembre de 2002 al Canal 33, sota la presentació de Mònica Terribas.
La televisió pública catalana va decidir que l'informatiu passés al primer canal, a TV3, a partir del dilluns 19 de setembre del 2005. El seu horari era de dilluns a dijous de les 23.45 hores fins a la 1.00 h aproximadament. El dijous 28 de juny de l'any 2008 es va emetre el programa número mil. Poc després del canvi de presentador i direcció el 20 de juny del 2008, La nit al dia feu l'última emissió al canal català, amb un programa especial on es recopilaren les millors imatges dels darrers 5 anys de l'informatiu.
Els presentadors del programa foren:
- Mònica Terribas: des del dilluns 16 de setembre del 2002, fins a pocs dies abans que agafés el relleu a Francesc Escribano davant la direcció de Televisió de Catalunya; el dijous 8 de maig del 2008, la periodista va deixar d'editar i presentar el programa, cosa que feia des del primer dia d'emissió.
- Albert Closas: el divendres 9 de maig de 2008,[1] va ser l'escollit per continuar presentant el programa d'actualitat. Va començar la seua tasca el dilluns següent, 12 de maig. No obstant això, aquesta tasca li durà ben poc temps, ja que el 20 de juny d'aquell mateix any se'n va emetre l'últim programa.

## Premis
- Premi Zapping 2004 en la categoria de Millor Programa d'Actualitat.[2]
- Premi Nacional de Televisió 2007.[3]